# Iso Pukkisaari (ö i Päijänne-Tavastland)
Iso Pukkisaari är en ö i Finland. Den ligger i sjön Ruotsalainen och i kommunerna Asikkala och Heinola och landskapet Päijänne-Tavastland, i den södra delen av landet, 130 km norr om huvudstaden Helsingfors. Öns area är 5,7 hektar och dess största längd är 310 meter i nord-sydlig riktning.